# Ízletes kucsmagomba
Az ízletes kucsmagomba (Morchella esculenta) a tömlősgombák törzsébe tartozó csészegombák (Pezizales) rendjén belül a kucsmagombafélék (Morchellaceae) családjába sorolt gombafaj. Népies neve: illatos kucsmagomba.

## Jellemzése
Süvege tojásdad, a lép sejtjeihez hasonlóan barázdált, színe fehéres-szürkésbarna, őzbarnának is mondják. Felszíne nem különül el élesen a tönktől. A süveg és a tönk is belül üreges (együregű). Spórái fehérek, vagy halvány sárgák. 
Magassága elérheti a 20 cm-t is. Finom, fűszeres illatú gomba.

## Előfordulása
Egész Európában elterjedt faj, Magyarországon az erdőkben, erdőszéleken, füves területeken, de kertekben és főleg trágyadombokon nő.
A kucsmagombafélék jellemzően tavasszal teremnek, amikor kevés más gombafaj szedhető.

## Felhasználása
Ezt a fűszeres illatú, finom ízű gombát, a tisztítás és előfőzés után, akár egészben megtöltve, darabolva, vagy szeletelve, vajon pároljuk, sültekhez, levesekhez, mártásokhoz használhatjuk. Szárítva, majd porrá őrölve tartósítják, és levesek, szószok, húsok fűszerezésére használják. Nyesrsen azonban nem ehető, gyomorrontást okoz, forró vízben előfőzni, blansírozni vagy a fentiek szerint hőkezelni kell fogyasztás előtt.
 Fontos! Túlérzékeny embereknél allergiás tüneteket okozhat!

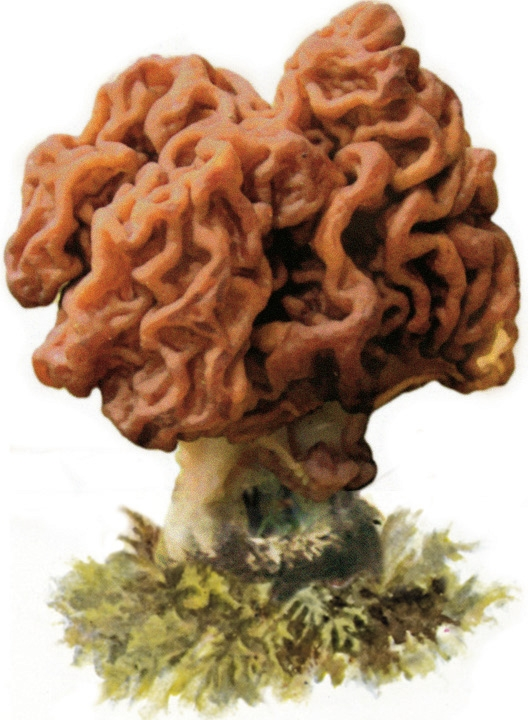
A mérgező redős papsapkagomba

Vigyázni kell arra is, hogy ne tévesszük össze a mérgező redős, vörösbarna, ill. óriás papsapkagombával (Gyromitra esculenta, Gyromitra fastigiata, Gyromitra gigas), amely hasonló színű, méretű és megjelenésű, ráadásul a kucsmagombákkal egy időben (bár főleg savanyú talajú fenyvesekben) terem, de belül általában többüregű süvegét agytekervényekre emlékeztető, szabálytalanul gyűrött redők alkotják, nem pedig méhsejt-szerűen válaszfalakkal elválasztott bemélyedések.

## Galéria

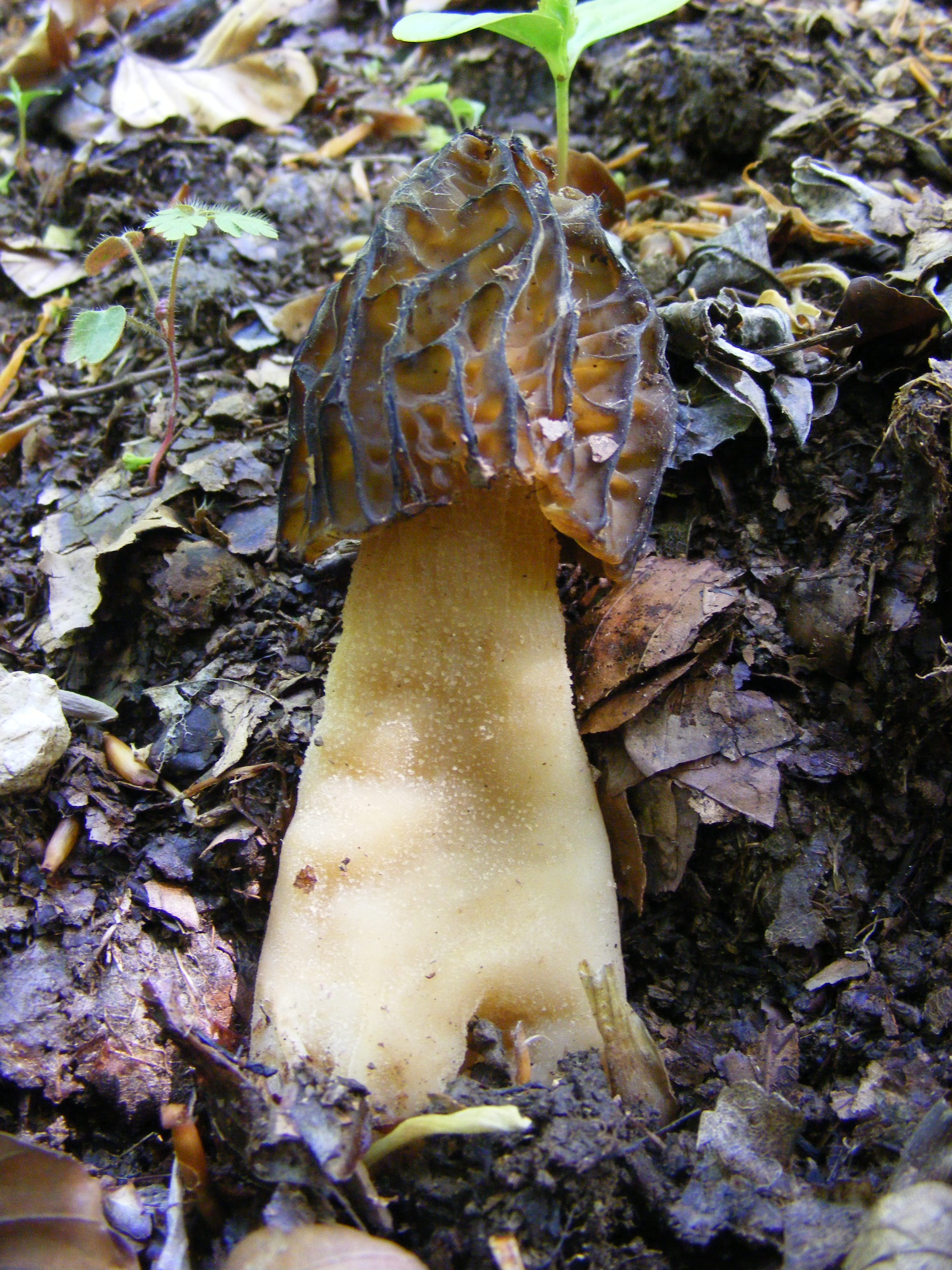
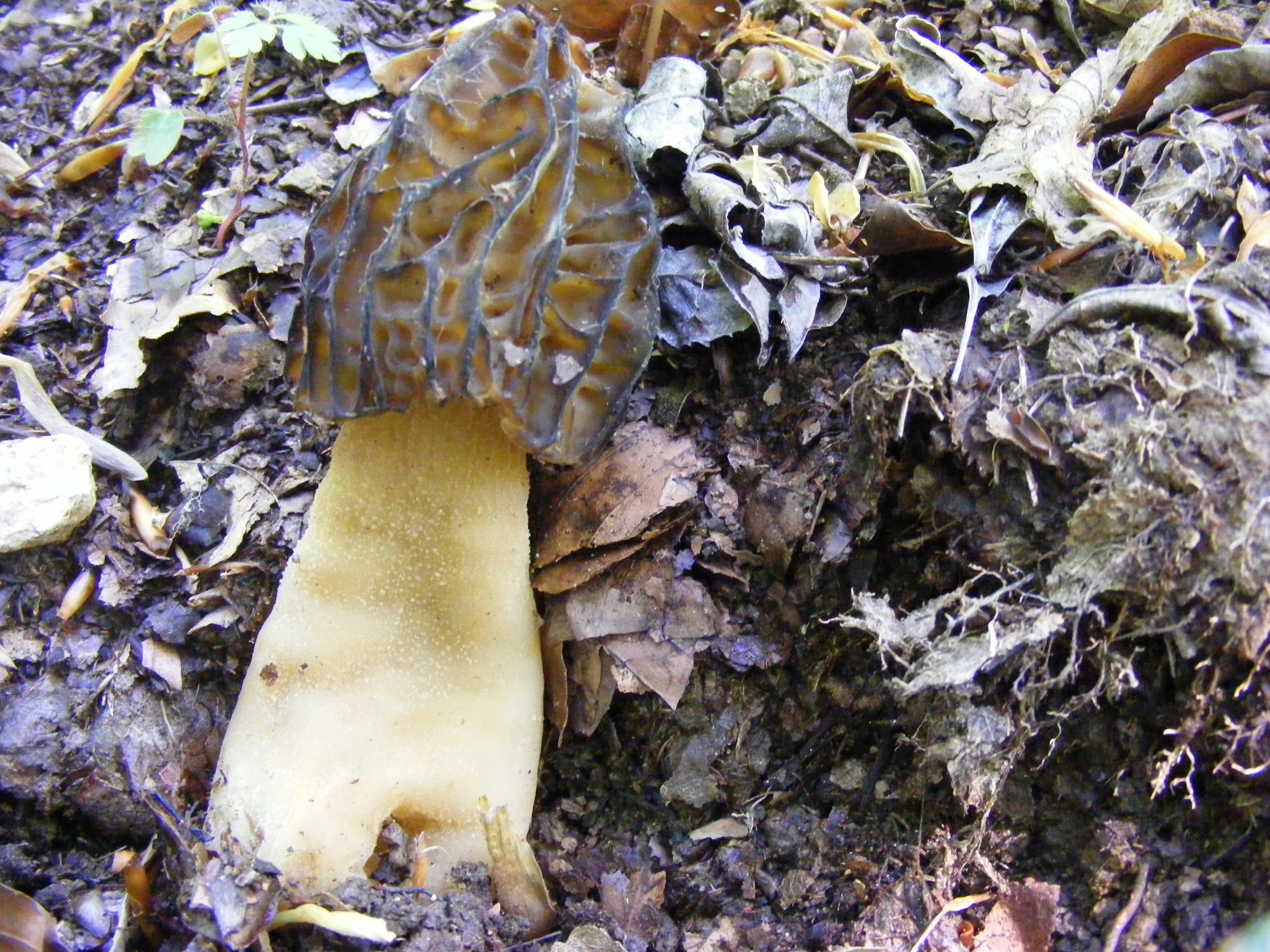
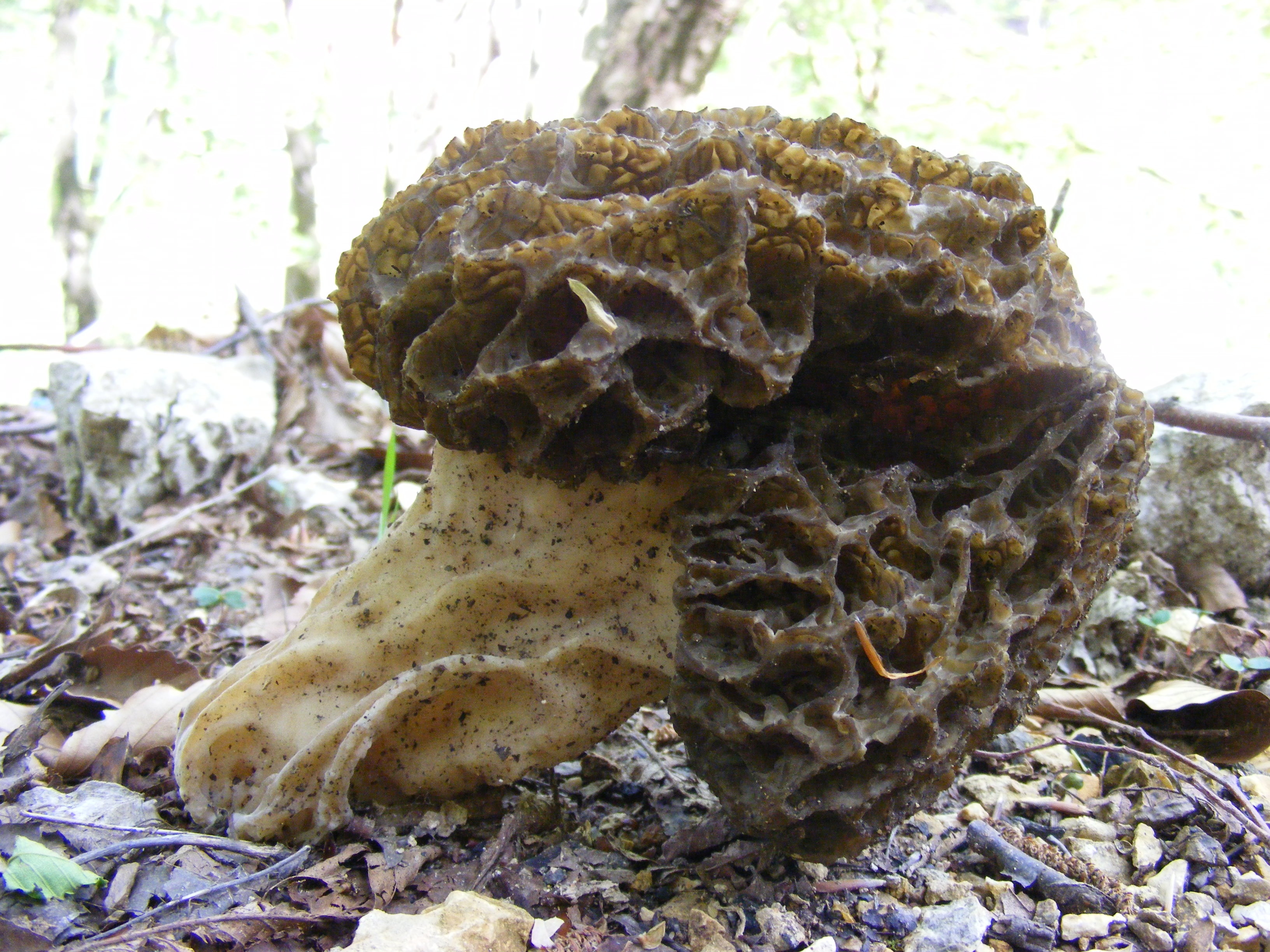
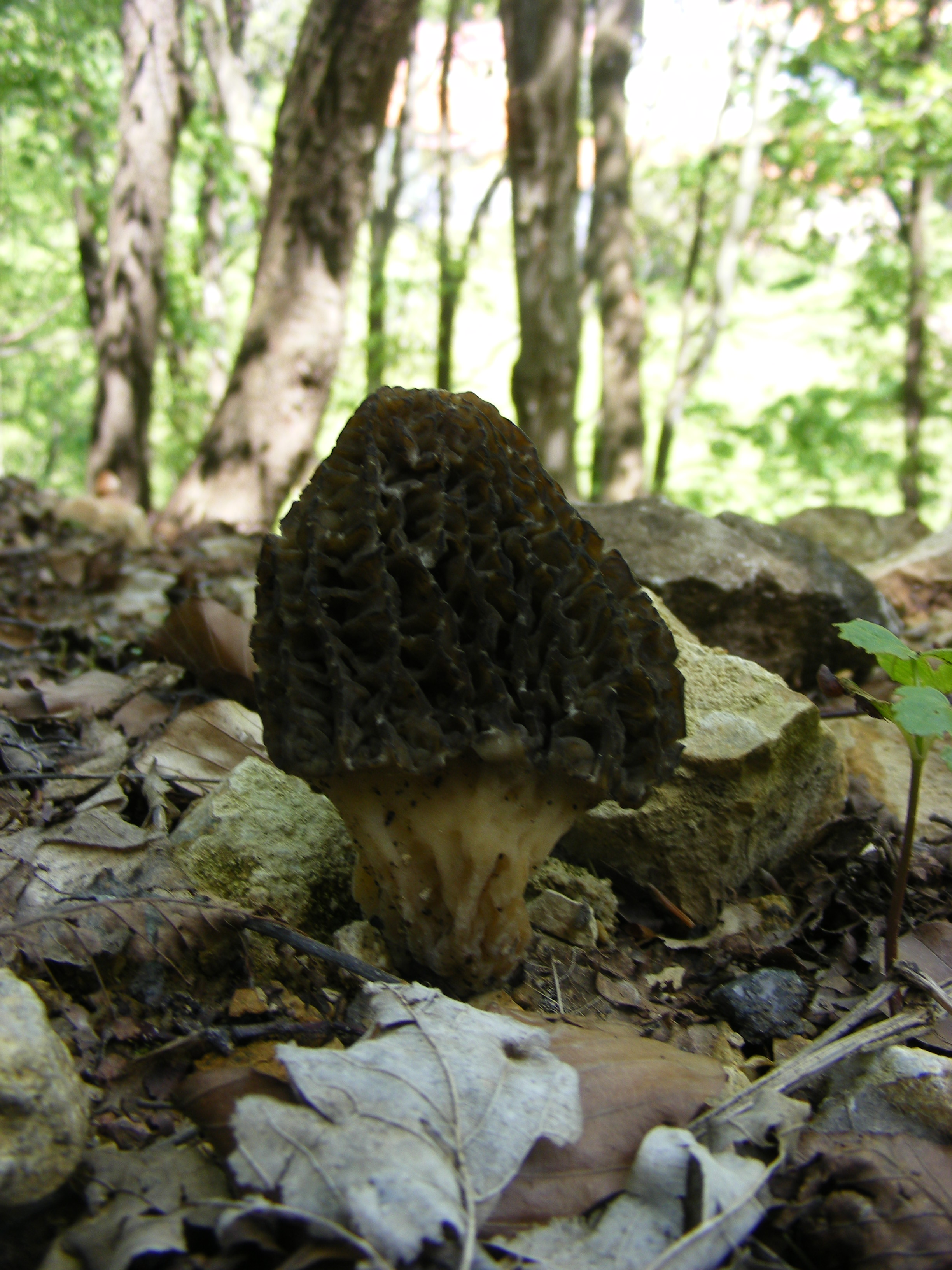
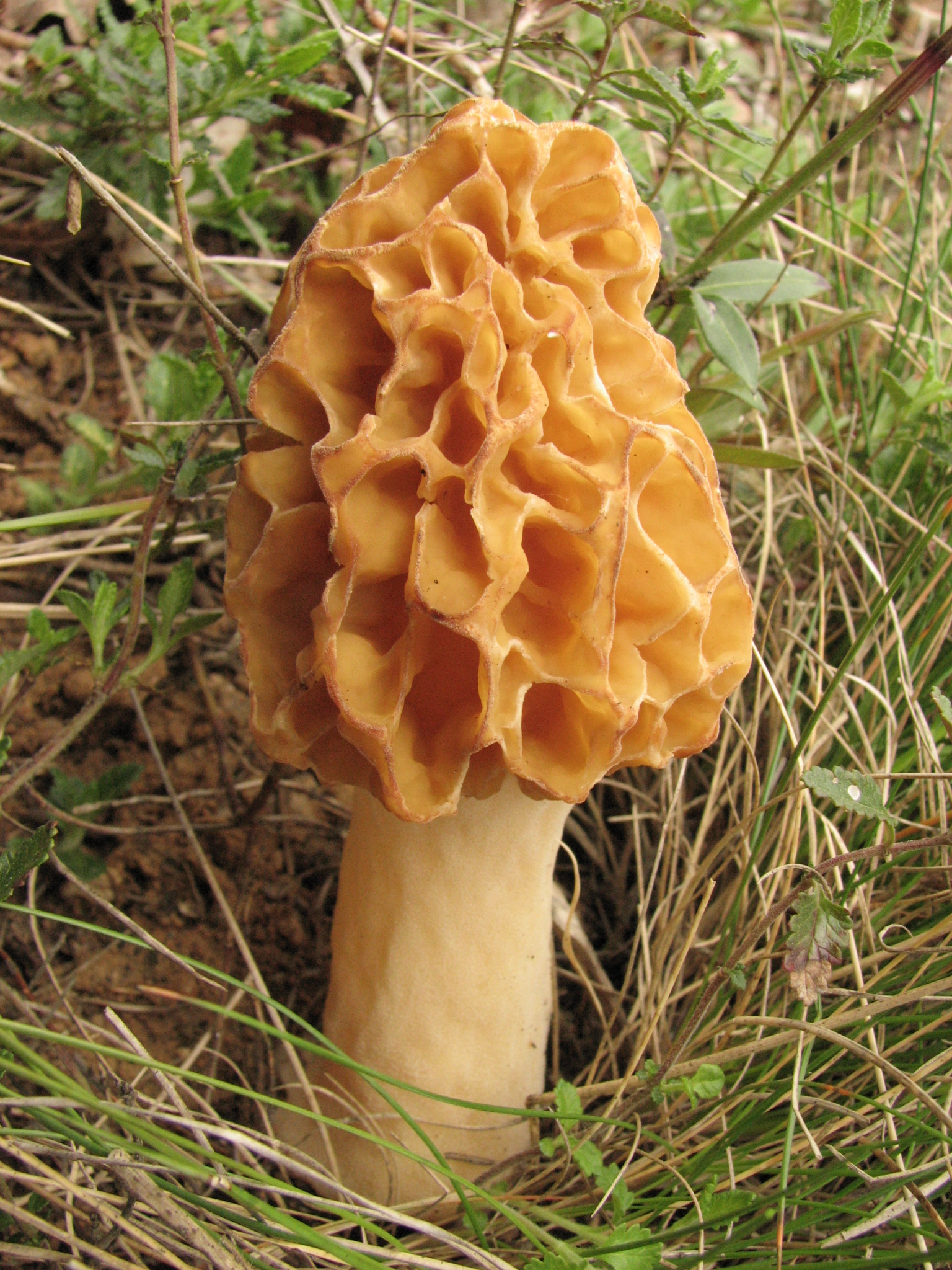

## Külső hivatkozások
- The Great Morel
- Wild Harvest
- MushroomExpert.com's Morel section